# A Village Romeo and Juliet

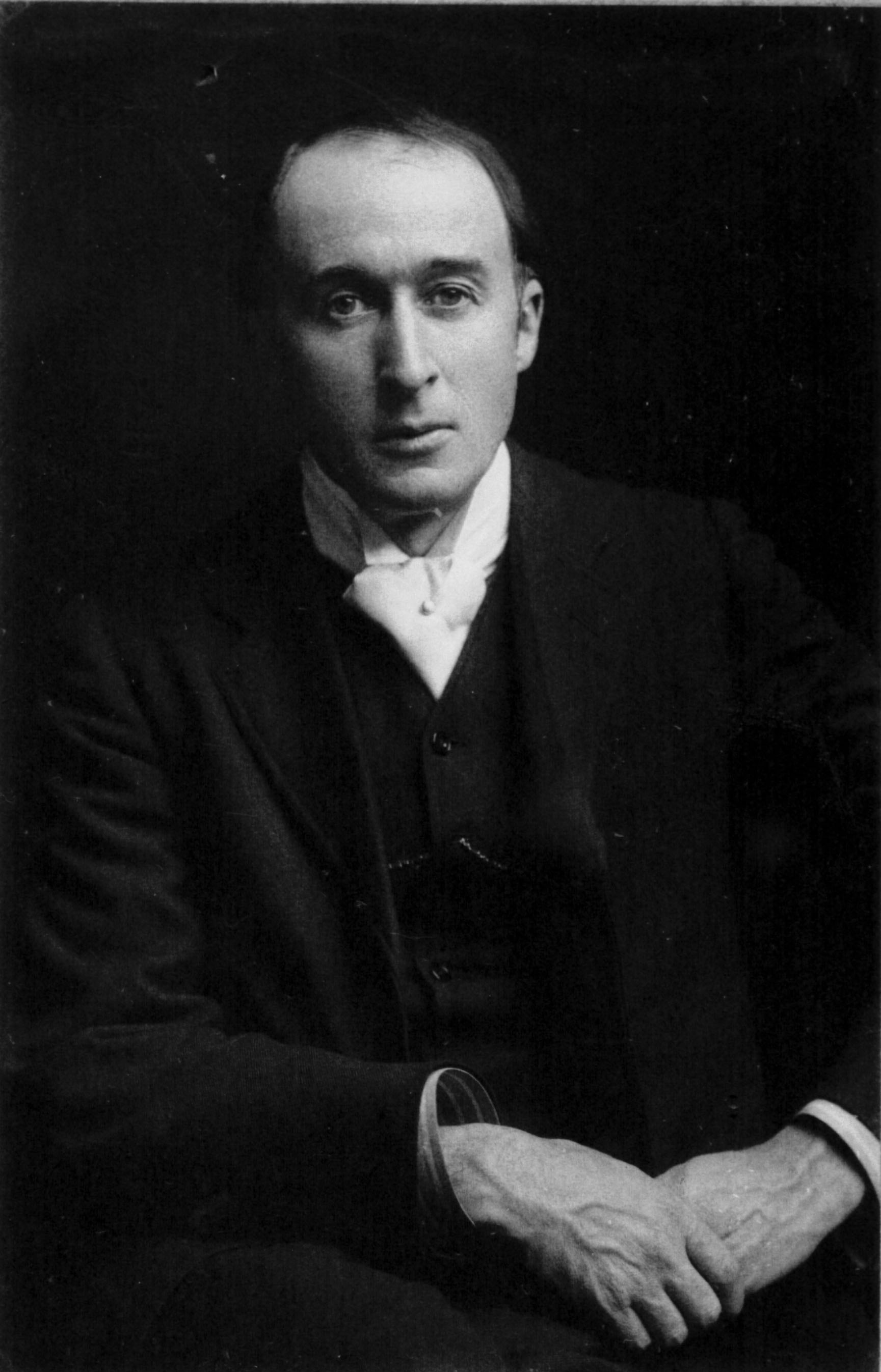
Portrait de Frederick Delius

A Village Romeo and Juliet (français : Roméo et Juliette au village) est un opéra en trois actes de Frederick Delius sur un livret en anglais du compositeur et de sa femme Jelka Rosen d'après une nouvelle de Gottfried Keller tirée de son recueil Die Leute vonSeldwyla (1856-74). Il est créé le 21 février 1907 au  Komische Oper de Berlin sous la direction de Fritz Cassirer.

## Distribution
- Manz fermier baryton
- Marti fermier basse
- Sali fils de Manz ténor
- Vrenchen ou Vreli (Juliette) fille de Marti soprano, rôle créé par Lola Artôt de Padilla à Berlin, le 21 février 1907[2].
- Le violoneux de l'ombre baryton
- Deux paysans barytons
- Trois paysannes sopranos
- Femme qui vend du pain d'épice soprano
- Femme qui tient une roue de la fortune soprano
- Femme qui vend du strass mezzo-soprano
- Musicien bossu basse
- Joueur de cor ténor
- Jeune fille svelte soprano
- Fille rustre mezzo-soprano

## Argument
Deux fermiers Manz et Marti se disputent pour un terrain qui en fait appartient au violoneux de l'ombre.

## Source
- Harold Rosenthal, John Warrack, Guide de l'opéra éd. Fayard 1986 p.898